# أندي غرينوالد
أندي غرينوالد (بالإنجليزية: Andy Greenwald)‏ هو كاتب وكاتب سيناريو وصحفي أمريكي، ولد في 19 مايو 1977 في فيلادلفيا في الولايات المتحدة.

## وصلات خارجية
- أندي غرينوالد على موقع IMDb (الإنجليزية)
- أندي غرينوالد على موقع ميوزك برينز (الإنجليزية)
- أندي غرينوالد على موقع قاعدة بيانات الفيلم (الإنجليزية)